# Списак фудбалских клубова Републике Српске
Cписак фудбалских клубова Републике Српске по општинама и градовима у периоду од 1996 године до 2023 године.

## Бања Лука
- ФК Борац Бања Лука
- ФК Крупа Крупа на Врбасу
- ФК Жељезничар Бања Лука
- ФК БСК Бања Лука
- ФК Напријед Бања Лука
- ОФК Лауш Бања Лука
- ФК Карановац
- ФК Врбас Бања Лука
- ФК Будућност Бања Лука
- ФК Гомионица Бронзани Мајдан
- ФК Полет Крајишник Драгочај
- ФК Крајина Бања Лука
- ФК Младост Залужани
- ФК Омладинац Бања Лука
- ФК Рекреативо Бања Лука
- ФК Слога Нектар Поткозарје
- ОФК Бања Лука 2017
- ОФК Спартак 2013 Бања Лука
- ФК Змијање Кола
- ФК Пискавица
- ФК Џаја Бања Лука †
- ФК Крила Крајине Бања Лука †
- ФК Синђелић Бања Лука †
- OФК Слобода Пискавица †
- OФК Спартак Драгочај †
- ФК ИЦ Рамићи †
- ФК Борац 1926 Бања Лука †

## Бијељина
- ФК Радник Бијељина
- ФК Подриње Јања
- ФК Звијезда 09
- ФК Пролетер Дворови
- ФК Јединство Бродац
- ФК Слога Унитед Бијељина
- ФK Задругар Доње Црњелово
- ФК Дрина Амајлије
- ФК Ново доба Чардачине
- ФК Семберија Попови
- ФК Балатун
- ФК Слобода Доњи Загони
- ФК Јединство Суво Поље
- ФК Стевић Јован Вршани
- ФК Милош Обилић Ново Насеље Јања
- ФК Пролетер Јоховац-Рухотина
- ФК Обарска Велика Обарска
- ФК Слога 94 Бијељина
- ФК Љељенча
- ФК Пантери Загони
- ФК Јединство Чађавица Доња
- ФК Коридор 2011 Бијељина
- ФК Грађански Бијељина
- ФК Омладинац Чађавица Горња
- ОФK Магнојевић Магнојевић Горњи
- ФК Магојевић 2001 Магнојевић Средњи
- ОФK Јања 2009 Јања
- ОФK Батковић
- ФК Колектив Међаши
- ФК Дрина Батар
- ФК Борац Трњаци
- ФK Глоговац
- ФК Тавна Бањица
- ФК ВСK Велино Село
- ФК Модран
- ФК Ковачићи '08 Ковачићи
- ФК Сава Градац
- ФК Пролетер Драгаљевац Горњи
- ФК Бук Буковица Горња
- ФК Младен Перић Глоговац
- ФК Слога Буковица Доња
- ФК Љесковац
- ФК Полет Kојчиновац
- ФК Национал Бијељина
- ФК Лазаревица Ченгић
- ФК Горица Пучиле
- ФК Побједа Тријешница
- ОФК Зенит Бијељина
- ФК Слога 2 Горње Црњелово
- ОФК Црњелово Црњелово Горње
- ФК Коридор 2011-3 Koviljuše Бијељина
- ФК Пиперци
- ФК Слога Даздарево
- OФК Слога Горње Црњелово †
- ФК Бродац Бродац Горњи †
- ФК БСК Лединци Батковић †
- ФК Полет Мала Обарска †
- ФК Бјелошевац †
- ФК Међаши †
- ФК Младост Патковача †
- ФК Синђелић Голо Брдо †
- ФК Напредак Дијелови †
- ФК Остојићево †
- ФК Академац УИС Бијељина †
- ФК Пролетер 2 Дворови †
- ФК Семберија Ново Село †
- ФК Слобода Драгаљевац Доњи †
- ФК Слобода 2 Драгаљевац Доњи †
- ФК Крушик Бијељина †
- ФК Лединци Бијељина †
- ФК Младост Крива Бара †
- ФК Ченгић †
- ФК Семберија Гај Чађавица Средња  †
- ФК Главичице †

## Билећа
- ФК Херцеговац Билећа  †

## Брод
- ОФK Полет 1926 Брод
- ФК Задругар Сијековац
- ОФK Збориште
- ФK Слога Горње Колибе †
- ФK Полет Брод †
- ФK Слобода Винска †
- ФК Раднички Бродско Поље †
- ФК Лијешће †

## Братунац
- ФК Братство Братунац
- ФК Полет Кравица

## Брчко
- ФК Јединство Брчко
- ФК Локомотива Брчко
- ФК Илићка 01 Брчко
- ФК Омладинац Поточари
- ФК Гредице
- ФК Југовић Брчко
- ОФK Брезик
- ФК Слијепчевићи
- ФК Грчица Брчко
- ФК Младост Сандићи
- ФК Обилић Kрепшић
- ФК Сава 04 Брезово Поље Село
- ФК Младост Трњаци
- ФК Свети Јован Брезик
- ФК Задругар Буквик
- ФК Челик Грбавица
- ФК Борац Ражљево
- ФК Будућност Ред Стар Вучиловац
- ФК Младост 2003 Попово Поље
- ОФК Крбети
- ФК Граничар АП Брезово Поље †
- ФК Станови †
- ФК Српска Варош Брчко †

## Вишеград
- ФК Дрина ХЕ Вишеград

## Власеница
- ФК Власеница

## Вукосавље
- ФК Слога Јакеш
- ФК Босна Модрички Луг †
- ФК Вучијак Гнионица †
- ФК Јединство Вукосавље †

## Гацко
- ФК Младост Гацко

## Градишка
- ФК Козара Градишка
- ФК Јединство Жеравица
- ФК Дубраве
- ФК Лијевче Нова Топола
- ФК Слога ДИПО Горњи Подградци
- ФК Козара Турјак
- ФК Торпедо Церовљани
- ФК Слобода Доњи Подградци
- ФК Калеми Требовљани
- ФК Ратар Стара Топола
- ФК Бисери Чатрња
- ФК Братство Kозинци
- ФК 13 cкојевки Грбавци
- ФК Обрадовац Градишка
- ФК Ламинци
- ФК Борац Машићи
- ФК Омладинац Брестовчина
- ФК Вилуси
- ФК Братство Орахова
- ФК Полет Елезагићи
- ФК Романовци
- ФК Младост Сеферовци
- ФК Стеван Дукић Рогољи
- ФК Побједа Доњи Карајзовци †
- ФК Братство Ламинци Брезици †
- ФК Ровине †
- ФК Нови Напредак Горњи Карајзовци †
- ФК Сава Градишка †
- ФК Задругар Кочићево †
- ФК Јабланица †

## Дервента
- ФК Текстилац Дервента
- ФК Борац Осиња
- ФК Борац Лужани Босански †
- ФК Борац 1975 Осиња †
- ФК 27.јули Календеровци Горњи †
- ФК 4.јули Појезна †
- ФК Слобода Велика Сочаница †
- ФК Текстилац 2 Дервента †
- ФК Фрукта Трејд Дервента †

## Добој
- ФК Слога Добој
- ФК Жељезничар Добој
- ФК Наша крила Костајница
- ФК Требава Осјечани
- ОФK Придјел Придјел Доњи
- ФК Руданка Велика Буковица
- ФК Хајдук Кожухе
- ФК Вучијак Мајевац
- ФК Полет Подновље
- ФК Борац Которско
- ФК БСК Бушлетић
- ФК Слобода Грабовица
- ФК Озрен Пакленица †
- ФК Жељезничар Придјел Горњи †
- ФК Липац †
- ФК Озренски соколови Бољанић †
- ФК Партизан Бољанић †
- ФК Омладинац Грапска †

## Доњи Жабар
- ФК Црвена Звијезда Доњи Жабар
- ФК Младост Лончари
- ФК Полет Човић Поље

## Зворник
- ФК Дрина Зворник
- ФК Раднички Каракај
- ФК Подриње Тршић
- ФК Будућност Пилица
- ФК Напредак Доњи Шепак
- ФК Локањ
- ОФK Трновица
- ФК Јединство Роћевић
- ФК Челопек
- ФК Јардан
- ФК Табанци
- ФК Јасеница
- ФК Брањево
- ФК Пецка Роћевић
- ФК Младост Дивич †
- ФК Дрињача †
- ФК Јахорина Свети Стефан †
- ФК Минерал Козлук †
- ФК Младост Скочић †
- ФК Слога Горњи Шепак †

## Источна Илиџа
- ФК Фамос Војковићи
- OФК Касиндо †

## Источни Дрвар
- ФК Борац Дрвар

## Источно Ново Сарајево
- ФК Славија Источно Сарајево
- ФК Сарајево Српско Сарајево  †
- ФК Жељезничар Српско Сарајево †

## Калиновик
- ФК Калиновик †

## Кнежево
- ФК Прогрес Кнежево

## Козарска Дубица
- ФК Борац Козарска Дубица
- ОФК Раван Међеђа
- ФК Моштаница Божићи
- ФК Кнежопољац Кнежица
- ФК Радник Козарска Дубица †
- ФК Омладинац Драксенић †
- ФК Поткозарје Бјелајци †

## Костајница
- ФК Партизан Костајница

## Котор Варош
- ФК Младост Котор Варош

## Лакташи
- ФК Лакташи
- ФК Слога Трн
- ФК Милан Kосјерово
- ФК Борац Маглајани
- ФK Поткозарје Александровац
- ФК Жупа Милосавци
- ФK Црни врх Јаружани
- ФК Тамарис Мрчевци
- ФK Слога 2 Трн †
- ФK Младост Гламочани †

## Лопаре
- ФК Мајевица Лопаре
- ФK Прибој
- ФK Јединство Kореташи
- ФK Слобода Мртвица
- ФК Бобетино Брдо

## Милићи
- ФК Милићи
- ФК Бирач Дервента
- ФК Јадар Нова Касаба
- ФК Јадар Интал Душаново †

## Модрича
- ФК Модрича Алфа
- ФК Врањак
- ФК Слога Дуго Поље
- ФК Скугрић
- ФК Скугрић 1964 Мишићи-Потпоље
- ФК Кладари Горњи
- ФК Посавина Милошевац
- ФК Требавац Врањак
- ФК Партизан Копривна
- ФК Омладинац Гаревац
- ФК Слога 73 Ждребан
- ФК Добор Модрича
- ФК Задругар Таревци
- ФК Младост Добриња
- ФК Вишњик Модрича
- ФК Младост Ботајица †
- ФК Гостовић Гаревaц †

## Мркоњић Град
- ФК Слобода Мркоњић Град
- ФК Мркоњић Мркоњић Град †

## Невесиње
- ФК Вележ Невесиње

## Нови Град
- ФК Слобода Нови Град
- ФК Славен Добрљин
- ФК Пламен Доње Водичево
- ФК Сводна
- ФК Рудар Благај
- ФК 7 република Сводна
- ФК Младост Пољавнице †
- ФК Локомотива Нови Град †
- ФК Жељезничар Равнице †
- ФК Равнице †
- ФК Блатна †

## Ново Горажде
- ФК Раднички Ново Горажде †

## Осмаци
- ФК Борац Осмаци

## Оштра Лука
- ФК Подгрмеч Оштра Лука
- ФК Кисељак Kопривна

## Пале
- ФК Романија Пале
- ФК Подграб

## Пелагићево
- ФК Пелагићево

## Петрово
- ФК Озрен Петрово
- ФК Звијезда Какмуж

## Приједор
- ФК Рудар
- ФК Омарска
- ФК Гомјеница Приједор
- ФК ФСА Приједор
- ОФК Брдо Хамбарине
- ФК Слога Саничани
- ФК Козара Доњи Орловци
- ФК Брзи Буснови
- ОФК Берек 1975 Приједор
- ФК Братство Козарац
- ФК Мраковица Kозаруша
- ФК Љубија
- ОФK Расавци
- ФК Радник Урије Приједор
- ФК Каран Горња Драготиња †
- ФК Житопромет Приједор †
- ФК Трнопоље †
- ФК Тукови †
- ФК Жељезничар Приједор †
- СФК Славија Приједор †
- OФК Приједор †

## Прњавор
- ФК Љубић Прњавор
- ФК Борац Шибовска
- ФК Будућност Доњи Гаљиповци
- ФК Бисери Лишња †
- OФК Соколски Прњавор †

## Рогатица
- ФК Младост Рогатица
- ФК Обилић Гучево †

## Рудо
- ФК Рудо

## Соколац
- ОФК Гласинац 2011 Соколац
- ФК Гласинац Соколац †
- ФК Соколац †

## Србац
- ФК Слога Србац
- ФК Младост Бајинци
- ФК Млади Крајишник Kукуље
- ФК Врбас Пријебљези
- ФК Братство Повелич
- ФК Полет Мали Ситнеши
- ОФK Ножичко
- ФК Црвена земља Нова Вес
- ФК Kладари Горњи Кладари †
- ФК Студенац Босански Кобаш †

## Сребреница
- ФК Губер Сребреница
- ФК Будућност Скелани

## Станари
- ФК Рудар Станари

## Теслић
- ФK Пролетер Теслић
- ФK Минерал Бања Врућица
- ФK Укрина Чечава
- ФK Војвода Укриница †

## Требиње
- ФK Леотар Требиње
- ФK Алат Требиње †

## Трново
- ФK Жељезница Трново

## Угљевик
- ФK Рудар Угљевик 1925
- ФK Младост Богутово Село
- ФK Партизан Доња Трнова
- ФK Стријелац Тутњевац
- ФK Борац Угљевичкa Обријеж
- ФK Будућност Равно Поље
- ФK Рудар Угљевик †
- ФK Мајевица Доње Забрђе †
- ФK Јединство Глиње †
- ФK Посавци Доње Забрђе †
- ФK Граничар Коренита †
- ФК Коренита Коренита
- ФK Пролетер Угљевик Село †
- ФK Челзи Доња Трнова †
- ФK Хајдук Мезграја †

## Фоча
- ФK Сутјеска Фоча
- ФK Рудар Миљевина †

## Хан Пијесак
- ФK Хан Пијесак †

## Чајниче
- ФK Стакорина Чајниче

## Челинац
- ФK Челинац
- ФK Шњеготина

## Шамац
- ФK Борац Шамац
- ФK Младост Доња Слатина
- ФK Хајдук Баткуша
- ФK Будућност Горња Слатина
- ФK Црвена звијезда Обудовац
- ФK Црквина
- ФK Црвена звијезда Гајеви
- ФK Младост Српска Тишина
- ФK Звијезда Kрушково Поље †
- ФK Слога Средња Слатина †
- ФK Јединство Обудовац 2 †
- ФK Братство Срнице †
- ФK Јединство Црквина †
- ФK Јединство Црквина 2 †
- ФK Муња Шкарић †
- ФK Засјека Ново Село †
- ФK Младост 36 Доња Слатина †
- ФK Босна Писари †
- ФK Сутјеска Брвник †
- ФК Трешњевка Доња Црквина †

## Шековићи
- ОФK Шековићи

## Шипово
- ФK Горица Шипово